# 花形敬
花形 敬（はながた けい
、1930年 - 1963年9月27日）は、日本のヤクザ。安藤組大幹部。「大江戸の鬼」と呼ばれていた。

## 概要
身長は当時の朝日新聞に174cmであると記載されているが、安藤組幹部や対峙した相手からは180cmは超えていたとの証言があり正確なところは不明である。
安藤組組長・安藤昇にもっとも可愛がられた人物。前科7犯、22回の逮捕歴を持った。安藤による評価が高く、花形をモデルとした人物が小説や映画、漫画に数多く登場するため、伝説的な存在となっている。その喧嘩は「素手喧嘩（ステゴロ）」と呼ばれ、喧嘩に武器は一切持たない主義であったという話がある。白のスーツがトレードマークであった。

## 経歴
世田谷区船橋町（現・船橋）の旧家の子として生まれる。東京府立千歳中学校を自主退学後、移籍先の国士舘中学校において後の住吉会住吉一家石井会会長・石井福造と番長争いを演じた。この時は国士舘大学の柴田不動丸の仲で石井は花形に番長を譲り、花形は石井を年長としてたてることで決着するが、ほどなく国士舘を退学処分された。その後明治大学予科に進学しラグビー部に所属したが、同部の北島忠治監督によると「記憶にない」という。
昭和25年、石井福造の仲介で安藤の舎弟となり、渋谷を中心に活動。
安藤によれば、力道山が渋谷に出店したキャバレー純情の用心棒を気取り、同店が安藤組への挨拶を欠いたため、花形が店に押し掛け、丁度店内にいた力道山を一喝し、力道山を退かせたとされる。しかし、森田雅の著作『修羅場の人間学』では、この時点では花形は関わっておらず、純情の店内で力道山を一喝したのは大塚稔（後の二代目大日本一誠会会長）であり、追われるように店外に出た力道山に森田と花田瑛一が対峙し一蹴したことになっている。

### 花形敬刺殺事件
安藤が服役中の1963年（昭和38年）に、暴力団・東声会との抗争で刺殺され、33年の生涯を閉じた。なお、花形の墓は東京都世田谷区常徳院にある。

## 家族
- 曾祖父・花形長之助（1917年没） ‐ 花形家17代当主。地元の有力者で、地元一帯が品川県から東京府荏原郡に編入されたのも長之助の働きと言われる。宮内省に出仕した帰りに乗っていた馬車が市電にぶつかり事故死[2]。
- 伯父・花形明三（1870-1912） ‐ 長之助長男。18代当主。東京専門学校卒業後、人造絹糸の製造に乗り出すが失敗、青山に豪邸を構え、尾張町で輸入カーペット・カーテン販売業[2]。
- 伯父・花形武平 ‐ 明三の弟。19代当主。第一女子商業学院(1929～1931)に資金援助[2][3][2]。
- 父・花形正三（1883-？） ‐ 米国シアトルに留学し、ブロードウェイ・ハイスクールなどで英語を学んだのち、キャデラックディーラーで働く。結婚後シアトルで暮らし、1924年帰国。[2]
- 母・美以（1894-？） ‐ 元萩藩士・来須家の娘。1917年に結婚し、夫ともに渡米。三男三女を儲ける。[2]
- 親戚・宮川船夫 ‐ ハルピン総領事。姉の夫の叔父[2]

## 花形をモデルにした作品

### ノンフィクション
- 本田靖春「疵　花形敬とその時代」

### 映画
- 「安藤組外伝 人斬り舎弟」 - 中島貞夫監督、安藤昇主演、花形役は菅原文太、1974年、東映。
- 「疵」 - 梶間俊一監督、陣内孝則主演（花形役）、1988年、東映。
- 「修羅場の人間学」 - 梶間俊一監督、高嶋政伸主演、花形役は山下真司、1993年、東映。
- 「実録・安藤組外伝 餓狼の掟」 - 梶間俊一監督、哀川翔主演（花形役）、2002年、東映。
- 「渋谷物語」 - 梶間俊一監督、村上弘明主演、花形役は嶋尾康史、2005年、東映。

### 漫画
- 「実録・安藤組(ブヤ)」コミック全八巻 神田たけ志、安藤昇著
- 「餓狼の系譜」コミック全八巻 安藤昇著
- 「餓狼一代」コミック全四巻 仲城健、安藤昇著
- 「修羅の男たち 実録・人斬り五郎異聞 4　渋谷編」コミック全四巻 一の瀬正、藤田五郎著
- 「実録　疵－ヤクザ伝　安藤組　花形敬 伝説のケンカ師編」バンブーコミックス 安藤昇、影丸穣也著
- 「実録　一徹ヤクザ伝　高橋岩太郎　懲役仁義編」バンブーコミックス 山平重樹著

### 花形をモデルにした架空の人物
漫画家板垣恵介は漫画「グラップラー刃牙」シリーズで度々花形をモデルにしたキャラクター・花山薫を登場させている。また、橋本以蔵とたなか亜希夫による漫画「軍鶏」には花形をモデルにしたキャラクター・早乙女 馨が登場する。

## 関連書籍
- 本田靖春著「疵: 花形敬とその時代」
- 向谷匡史著「花と銃弾: 安藤組幹部西原健吾がいた」
- 森田雅著「実録　安藤組外伝　修羅場の人間学」
- 森田雅著「修羅場の人間学　安藤組・別働隊長の喧嘩人生」
- 森田雅著「闘いて候う」
- 山平重樹著「一徹ヤクザ伝・高橋岩太郎」
- 山平重樹著「血風賽の目侠伝 落合一家総長高橋岩太郎一代記」
- なべおさみ著「やくざと芸能と 私の愛した日本人」